# Tommaso Conca
Tommaso Conca (Roma, 22 dicembre 1734 – Roma, 13 dicembre 1822) è stato un pittore italiano.

## Biografia

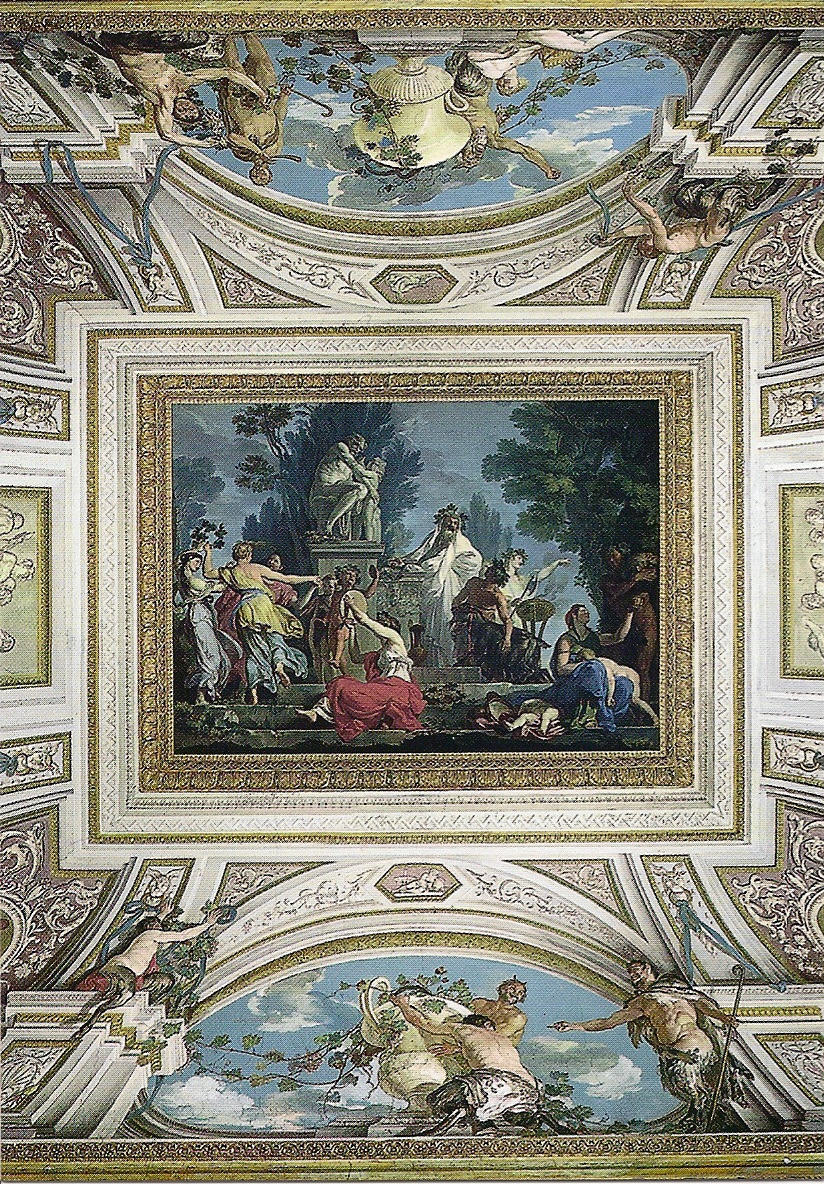
Sacrifico a Sileno, Galleria Borghese, Roma

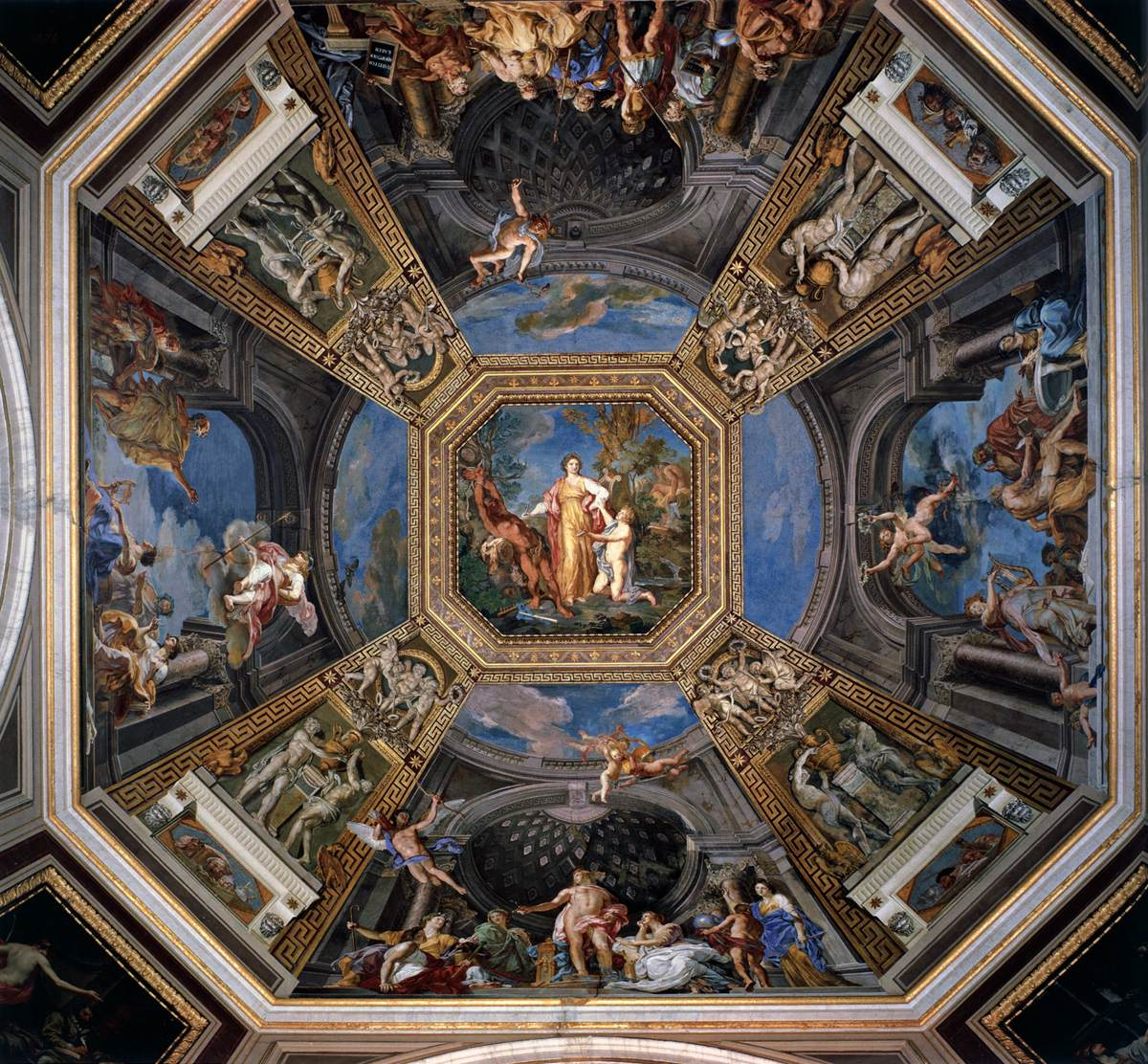
Apollo con le Muse, Musei Vaticani

Tommaso nacque a Roma il 22 dicembre 1734, figlio del pittore Giovanni Conca (a sua volta cugino di Sebastiano Conca) e di Anna Laura Scarsella; venne battezzato nella chiesa di San Lorenzo in Damaso il 24 successivo.
I suoi primi maestri furono il padre e il di lui cugino, che gli insegnarono le tecniche pittoriche barocche. Nel 1770 Tommaso divenne membro della Accademia di San Luca, la fraglia dei pittori di Roma, che diresse come principe nel 1793. Dal 1775 al 1782 lavorò per Marcantonio Borghese, dipingendo il soffitto di due stanze nella rinnovata Galleria Borghese, in collaborazione con Giovanni Battista Marchetti. Nella cosiddetta Sala del Sileno, sopra una statua di Sileno, dipinse alcune scene legate a quel personaggio con Bacco e i suoi seguaci. Nella Sala Egizia raffigurò il Nilo, Cibele ed altri corpi astronomici, adornando gli spazi tra le varie scene con idoli egizi finti; lungo i  muri dipinse otto scene legate alla religione egizia e alle vite di Marco Antonio e Cleopatra.
Tra il 1782 ed il 1787 dipinse Apollo con le Muse, un affresco che decora la Sala delle Muse nel Museo Pio-Clementino in Vaticano. Verso la fine della sua vita completò un altro affresco nel Museo Chiaramonti in Vaticano, per celebrare la restituzione di dipinti che in precedenza erano stati portati a Parigi.
Negli ultimi anni seguì Anton Raphael Mengs e si adattò alla nuova corrente del Neoclassicismo.
Tra i suoi allievi è da ricordare Camillo Guerra.